# Oncorhynchus gilae
Oncorhynchus gilae és una espècie de peix de la família dels salmònids i de l'ordre dels salmoniformes.

## Morfologia
- Els mascles poden assolir 32 cm de longitud total.[2][3]

## Hàbitat
Viu en zones d'aigües dolces temperades (35°N-33°N).

## Distribució geogràfica
Es troba a Nord-amèrica: riu Gila a Nou Mèxic i Arizona (Estats Units).